# 木村定重
木村 定重（きむら さだしげ、生没年未詳）は、安土桃山時代の武将。豊臣氏の家臣。父は木村定成。官位は隼人佐、伊勢守。名は定詮、友成、重茲、重喜などとも。子は豊臣秀次の補佐役となった木村重茲。

## 経歴
秀吉に仕えて中国攻めにも従軍。太閤ヶ平に陣所跡が現存する。天正11年（1583年）の賤ヶ岳の戦いでは子の重茲とともに秀吉につき、近江において柴田勝家方からの降将山路正国の監視の任についた。合戦後、丹羽長秀が越前に転封になると若狭三方郡および遠敷郡において8万6,000石余りを所領として与えられ、佐柿城の城主となった。天正13年（1585年）、丹羽長重が減封されたことに伴い、越前府中城主に栄転。この折、秀吉の命で野辺四郎右衛門尉を越前国中蝋燭司に任じている。府中を文禄年間まで統治した。晩年の詳細は不明である。